# Nicolás Lapentti
Nicolás Alexander Lapentti Gómez (* 13. August 1976 in Guayaquil) ist ein ehemaliger ecuadorianischer Tennisspieler. Sein jüngerer Bruder Giovanni Lapentti wurde ebenfalls Tennisspieler. Beide sind Neffen des French-Open-Siegers Andrés Gómez. Ihr Vater Nicolás Lapentti Carrión war Präfekt der ecuadorianischen Provinz Guayas.

## Karriere
1994 gewann Lapentti den Orange Bowl. Er wurde 1995 Profi und gewann noch im selben Jahr als Qualifikant das ATP-Turnier in Bogotá.
1997 gewann er seine ersten beiden Doppeltitel. 1998 besiegte Lapentti beim Turnier in Kitzbühel mit Jewgeni Kafelnikow (6:4, 6:1) erstmals einen Top-Ten-Spieler.
1999 erreichte er mit einem Fünfsatzsieg über Karol Kučera überraschend das Halbfinale der Australian Open. Dort unterlag er Thomas Enqvist. Im selben Jahr gewann Lapentti die Turniere in Lyon und Indianapolis. Am Saisonende qualifizierte er sich erstmals für die ATP-WM und zum Abschluss des Jahres war er die Nummer 6 der Welt – die beste Platzierung seiner Karriere.
2000 erreichte Lapentti das Achtelfinale der French Open. Im selben Jahr war er Mitglied des ecuadorianischen Davis-Cup-Teams, das Großbritannien in Wimbledon bezwingen konnte. Lapentti besiegte dabei Greg Rusedski in fünf Sätzen.
In den folgenden Jahren gelangen ihm nur noch vereinzelt Erfolge wie die Turniersiege in Kitzbühel 2001, in St. Pölten 2002 und die Finalteilnahme in Palermo 2006. Im Juli 2008 war er nur mehr die Nummer 74 der ATP-Weltrangliste.
Im Januar 2011 erklärte Nicolás Lapentti seinen Rücktritt vom Profitennis.

## Erfolge

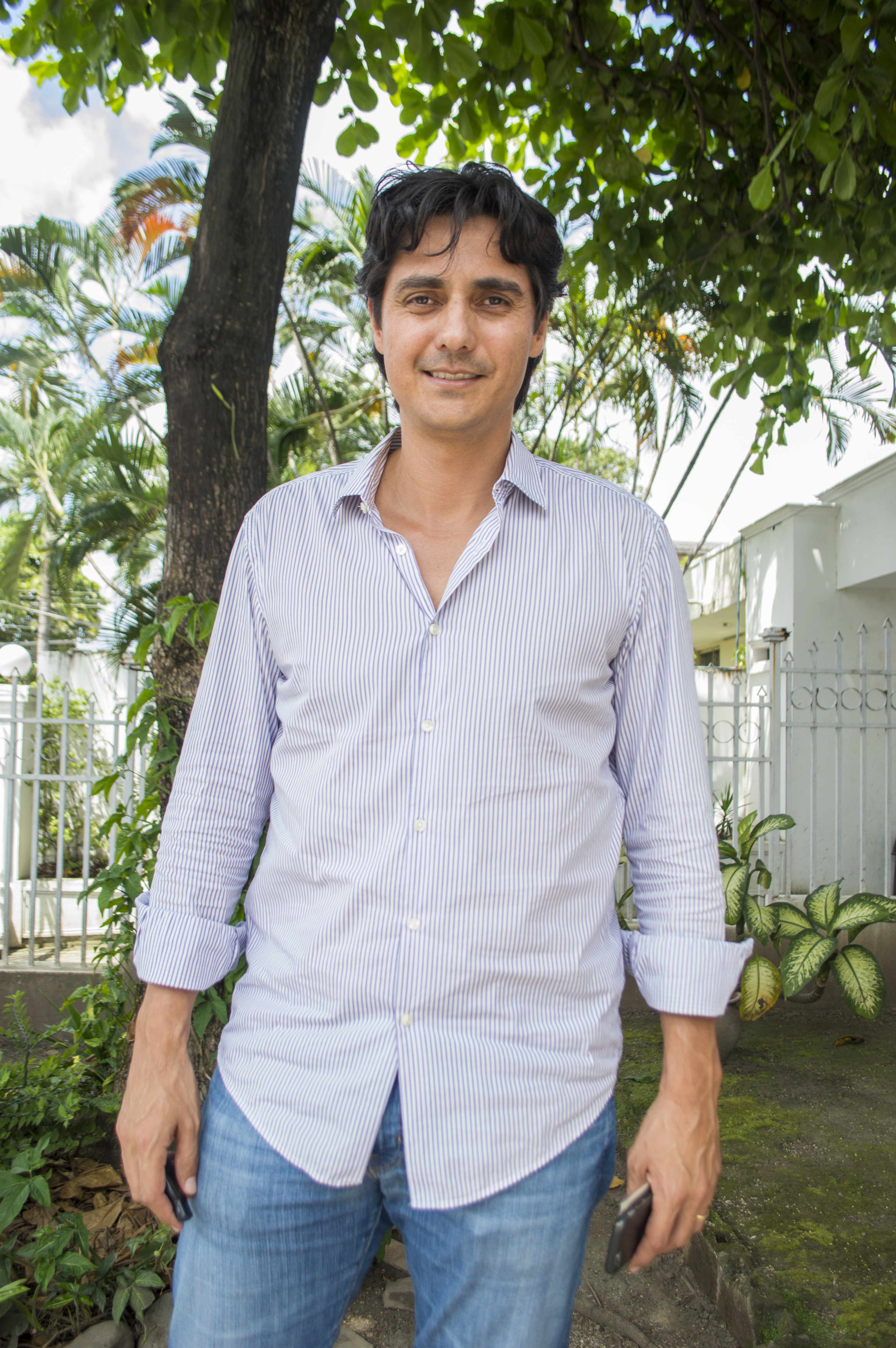
Nicolás Lapentti (2017)

| Legende                           |
| Grand Slam                        |
| Tennis Masters Cup                |
| ATP Masters Series                |
| ATP International Series Gold (2) |
| ATP International Series (6)      |
| ATP Challenger Tour (9)           |

### Einzel

#### Turniersiege

##### ATP World Tour
| Nr. | Datum              | Turnier      | Belag       | Finalgegner      | Ergebnis           |
| --- | ------------------ | ------------ | ----------- | ---------------- | ------------------ |
| 1.  | 11. September 1995 | Bogotá       | Sand        | Miguel Tobón     | 2:6, 6:1, 6:4      |
| 2.  | 16. August 1999    | Indianapolis | Hartplatz   | Vincent Spadea   | 4:6, 6:4, 6:4      |
| 3.  | 18. Oktober 1999   | Lyon         | Teppich (i) | Lleyton Hewitt   | 6:3, 6:2           |
| 4.  | 23. Juli 2001      | Kitzbühel    | Sand        | Albert Costa     | 1:6, 6:4, 7:5, 7:5 |
| 5.  | 20. Mai 2002       | St. Pölten   | Sand        | Fernando Vicente | 7:5, 6:4           |

##### ATP Challenger Tour
| Nr. | Datum              | Turnier           | Belag         | Finalgegner          | Ergebnis       |
| --- | ------------------ | ----------------- | ------------- | -------------------- | -------------- |
| 1.  | 26. November 1995  | Santiago de Chile | Sand          | Nicolás Pereira      | 7:6, 6:3       |
| 2.  | 5. Dezember 2004   | Aracaju           | Sand          | Júlio Silva          | 6:2, 6:2       |
| 3.  | 24. September 2006 | Stettin           | Sand          | Bohdan Ulihrach      | 3:6, 6:3, 6:3  |
| 4.  | 30. September 2007 | Grenoble          | Hartplatz (i) | Kristian Pless       | 6:3, 7:5       |
| 5.  | 10. November 2007  | Guayaquil (1)     | Sand          | Daniel Gimeno Traver | 6:3, 6:76, 7:5 |
| 6.  | 14. November 2009  | Guayaquil (2)     | Sand          | Santiago Giraldo     | 6:2, 2:6, 7:64 |

#### Finalteilnahmen
| Nr. | Datum              | Turnier      | Belag     | Finalgegner       | Ergebnis        |
| --- | ------------------ | ------------ | --------- | ----------------- | --------------- |
| 1.  | 9. September 1996  | Bogotá       | Sand      | Thomas Muster     | 7:66, 2:6, 3:6  |
| 2.  | 27. Oktober 1997   | Bogotá       | Sand      | Francisco Clavet  | 3:6, 3:6        |
| 3.  | 5. Juli 1999       | Gstaad       | Sand      | Albert Costa      | 6:74, 3:6, 4:6  |
| 4.  | 9. Oktober 2000    | Tokio        | Hartplatz | Sjeng Schalken    | 4:6, 6:3, 1:6   |
| 5.  | 11. Februar 2002   | Viña del Mar | Sand      | Fernando González | 3:6, 7:65, 6:74 |
| 6.  | 7. Juli 2003       | Båstad       | Sand      | Mariano Zabaleta  | 3:6, 4:6        |
| 7.  | 25. September 2006 | Palermo      | Sand      | Filippo Volandri  | 7:5, 1:6, 3:6   |

### Doppel

#### Turniersiege

##### ATP World Tour
| Nr. | Datum             | Turnier      | Belag     | Partner         | Finalgegner                          | Ergebnis      |
| --- | ----------------- | ------------ | --------- | --------------- | ------------------------------------ | ------------- |
| 1.  | 9. September 1997 | Amsterdam    | Sand      | Paul Kilderry   | Andrew Kratzmann Libor Pimek         | 3:6, 7:5, 7:6 |
| 2.  | 3. November 1997  | Mexiko-Stadt | Sand      | Daniel Orsanic  | Luis-Enrique Herrera Mariano Sánchez | 4:6, 6:3, 7:6 |
| 3.  | 4. Januar 1999    | Adelaide     | Hartplatz | Gustavo Kuerten | Jim Courier Patrick Galbraith        | 6:4, 6:4      |

##### ATP Challenger Tour
| Nr. | Datum           | Turnier   | Belag | Partner         | Finalgegner                         | Ergebnis |
| --- | --------------- | --------- | ----- | --------------- | ----------------------------------- | -------- |
| 1.  | 20. Juli 1996   | Quito     | Sand  | Pablo Campana   | Nicola Bruno Mosé Navarra           | 6:4, 6:4 |
| 2.  | 18. Juli 1998   | Meran     | Sand  | Pablo Albano    | Giorgio Galimberti Massimo Valeri   | 6:1, 6:1 |
| 3.  | 19. Januar 2008 | La Serena | Sand  | Eduardo Schwank | Sebastián Decoud Cristian Villagrán | 6:4, 6:0 |

#### Finalteilnahmen
| Nr. | Datum             | Turnier           | Belag | Partner          | Finalgegner                         | Ergebnis      |
| --- | ----------------- | ----------------- | ----- | ---------------- | ----------------------------------- | ------------- |
| 1.  | 9. September 1996 | Bogotá            | Sand  | Pablo Campana    | Nicolás Pereira David Rikl          | 3:6, 6:7      |
| 2.  | 20. Oktober 1997  | Santiago de Chile | Sand  | Julián Alonso    | Hendrik Jan Davids Andrew Kratzmann | 6:7, 7:5, 4:6 |
| 3.  | 26. April 1999    | Prag              | Sand  | Mark Keil        | Martin Damm Radek Štěpánek          | 0:6, 2:6      |
| 4.  | 9. Februar 2004   | Viña del Mar      | Sand  | Martín Rodríguez | Gastón Gaudio Juan Ignacio Chela    | 6:72, 6:73    |